# Timecrimes
Timecrimes (Los Cronocrímenes) è un film del 2007 scritto e diretto da Nacho Vigalondo incentrato sui viaggi nel tempo e sui paradossi temporali. Vigalondo interpreta anche uno dei protagonisti, lo scienziato nel laboratorio.
Nel film, il viaggio nel tempo viene trattato secondo il principio di autoconsistenza di Novikov, secondo il quale il passato è immutabile ed è impossibile eseguire un'azione o provocare un evento che possa portare a un paradosso temporale.

## Trama

### Héctor 1
Spagna. In una zona di campagna, un uomo di mezza età di nome Héctor si trova nel giardino di casa, insieme alla moglie Clara. Con un binocolo, Héctor esamina il bosco davanti a casa sua e nota una ragazza che si spoglia. Distratto dalla moglie, che lo lascia per andare a fare delle commissioni, Héctor riprende il binocolo e si accorge che la ragazza è stesa a terra completamente nuda. Incuriosito, si addentra nel bosco e si avvicina alla donna, che sembra svenuta, quando viene accoltellato al braccio con una forbice da un uomo misterioso, che indossa un impermeabile nero e delle bende sul viso. Dopo essersi dato alla fuga, scavalca una siepe e si addentra in una struttura, in cui trova un walkie-talkie tramite il quale contatta un giovane scienziato, che si trova in un laboratorio vicino.
Il giovane lo guida al laboratorio, affermando di vedere l'uomo dal volto bendato tramite le telecamere di sicurezza. Dopo aver raggiunto lo scienziato, Hector viene da questi convinto a nascondersi in un dispositivo meccanico a forma di vasca, che si chiude su sé stesso.

### Héctor 2
All'uscita della macchina, tuttavia, scopre che ha viaggiato di un'ora indietro nel tempo e che si trova in una realtà in cui sono presenti due Héctor: il primo si trova in casa e sta per essere lasciato dalla moglie che va a fare le commissioni, e lui stesso, l'Héctor numero 2.
Lo scienziato spiega che, per risolvere la situazione, hanno bisogno di rimanere dove sono e lasciare che gli eventi si svolgano naturalmente, in modo tale che Héctor 1 entri nel macchinario e scompaia. Nonostante le obiezioni dello scienziato, Héctor 2 ruba un'auto dal laboratorio e fugge, ma viene investito. Fascia la ferita alla testa con le bende che aveva al braccio. Viene soccorso dalla ragazza che aveva avvistato nel bosco, prima di viaggiare nel tempo, quindi si rende conto che l'uomo misterioso è proprio lui. Si impegna in tutti i modi a replicare ogni singolo avvenimento che lo aveva portato a entrare nella macchina del tempo, costringendo la ragazza a spogliarsi, facendola svenire e colpendo Héctor 1 con una forbice.
Mentre è intento a manipolare gli avvenimenti di Héctor 1, Héctor 2 sente la ragazza urlare e la insegue attraverso la propria casa sul tetto, ma quando tenta di afferrarla la fa cadere, facendola morire. Esaminando il corpo, al buio, si rende conto che si trattava di sua moglie uccisa accidentalmente. Héctor 2, a questo punto, contatta lo scienziato col walkie-talkie e lo convince ad attirare Hectór 1 al laboratorio, per farlo entrare nel macchinario con la scusa di nascondersi dall'uomo che lo insegue. Héctor 1 viaggia così nel tempo, come previsto.
Dopo essere giunto al laboratorio, Héctor 2 insiste sul fatto che deve viaggiare ancora una volta nel tempo, per evitare la morte della moglie.
Lo scienziato si mostra assai contrario, ma, dopo essere stato minacciato, rivela che esiste anche un Héctor 3, che gli aveva intimato di agevolare l'intera successione degli eventi fin dall'inizio, e di convincere in ogni modo Héctor 2 a non viaggiare di nuovo nel tempo. Dopo essersi tolto le bende, Héctor 2 convince comunque lo scienziato a rimandarlo 40 secondi prima che Héctor 2 appaia.

### Héctor 3
Dopo il viaggio, il nuovo Héctor numero 3, segue Héctor 2 con l'intento di eliminarlo. Lo tampona con un furgone, sbandando, finendo nel bosco e svenendo.
Dopo il risveglio, diverse ore più tardi, si rende conto di aver fallito e che tutti gli eventi, che porteranno alla morte della moglie, continuano a incastrarsi alla perfezione. Dopo aver intimato allo scienziato tramite il walkie-talkie di fermare a ogni costo Héctor 2 e di non farlo viaggiare una seconda volta nel tempo (altro evento previsto), Héctor 3 spaventa accidentalmente la ragazza, che lo trova ferito nel bosco, costringendola a urlare. In quel momento, Héctor 2 sente l'urlo e comincia a inseguire la ragazza, mentre Héctor 3 e la ragazza si rifugiano nella casa. Lì trova la moglie e la nasconde in un capannone, dopodiché comprende che la donna morta non era la moglie, ma la ragazza. Arresosi agli eventi, che andranno avanti sempre nella stessa direzione nonostante i suoi sforzi, taglia i capelli alla ragazza e le consegna il cappotto della moglie (in modo che Héctor 2 riconosca il cadavere caduto dal tetto come quello della moglie, e tenti in tutti i modi di viaggiare di nuovo nel tempo per salvarla) e manipola ancora gli eventi che portano all'incidente sul tetto.
Mentre gli eventi sul tetto si svolgono, Héctor 3 si siede sul prato con la moglie e le impedisce di interferire, permettendo quindi a Héctor 2 di viaggiare di nuovo nel tempo e a lui, Héctor 3, di restare finalmente solo in questa linea temporale.

## Distribuzione

### Date di uscita
Alcune delle uscite internazionali sono state:
- 20 settembre 2007 negli Stati Uniti (Timecrimes, presentato al Fantastic Fest)
- 5 ottobre 2007 in Spagna (Los cronocrímenes)
- novembre 2007 in Italia (Timecrimes, presentato al Trieste Science+Fiction Festival)
- 16 marzo 2008 in Francia (Timecrimes)
- 29 marzo 2008 in Germania
- 19 giugno 2008 nel Regno Unito (Timecrimes, presentato all'Edinburgh Film Festival)
- 17 agosto 2008 in Messico (Rewind, presentato al Festival Internacional de Cine de Monterrey)
- 19 settembre 2008 in Finlandia (Timecrimes, presentato all'Helsinki International Film Festival)
- 31 marzo 2009 in Ungheria (Időbűnök, presentato al Titanic International Filmpresence Festival)
- 24 ottobre 2009 in Grecia (Eglimata sto hrono, presentato al Panorama of European Cinema)

### Divieti
- Francia: -12
- Stati Uniti: R
- Spagna: 13
- Regno Unito: 15
- Messico: B15
- Nuova Zelanda: R16
- Germania: 16
- Italia: 18+

## Produzione
Il film è stato prodotto dalla Karbo Vantas Entertainment e girato in Spagna.